# Bizkaia Arena
Bizkaia Arena és un pavelló multiusos del complex Bilbao Exhibition Centre situat a Barakaldo, Biscaia. És el pavelló d'usos múltiples més gran de l'estat espanyol, ja que pot albergar fins a 18.640 espectadors per a esdeveniments esportius.

## Història
El recinte ha estat seu de nombrosos esdeveniments esportius. En bàsquet, va acollir la Copa del Rei 2010, la Supercopa d'Espanya 2007 i la Supercopa d'Espanya 2011; a més serà una de les sis seus de la Copa del Món de bàsquet 2014. És també la seu del Bilbao Basket per als partits com a local des de la temporada 2009/10. És on es va celebrar el partit amistós que van disputar el Bilbao Basket i els Philadelphia 76ers.
Diversos grups internacionals de música han realitzat concerts al Bizkaia Arena, incloent Bryan Adams (2005), The Who (2006), Bruce Springsteen (2007), AC/DC (Black Ice World Tour, 2009), Leonard Cohen (2009), Jonas Brothers (2009), Rammstein (2009), Shakira (The Sun Comes Out World Tour, 2010), Chuck Berry, Judas Priest (2011), Iron Maiden (2013) o Rihanna (Diamonds World Tour, 2013).
El recinte també ha estat utilitzat per a altres tipus d'espectacles com ara òpera, Disney On Ice, la gala dels premis MTV EMA o discursos polítics.